# Oroszország hangja
Az Oroszország Hangja orosz állami rádióadó volt, amely 1929. október 29-től 2014-ig sugárzott adásokat külföldi országokba. Elnöke Andrej Georgijevics Bisztrickij volt. Magyar nyelven is szolgáltatott műsort. Funkcióját a Szputnyik rádió vette át.
Az Oroszország Hangja ma orosz és 38 idegen nyelven van jelen az interneten. Az Oroszország Hangja honlapja több mint 500 fejezetet tartalmaz, amelyet 110 országból keresnek fel a látogatók. Az adások elérhetők műholdas csatornákon, mobiltelefonon, a fájlok audió, videó és multimédia formátumban állnak a felhasználók rendelkezésére. A magyar nyelvű adások 1932 szeptemberében kezdődtek. 
2009 áprilisától internetes az adás.
Szlogen:

„ Az egész világgal beszélünk”

## Külső hivatkozás
- Oroszország Hangja honlapja (nem frissül)